# Schloss Weihenstephan

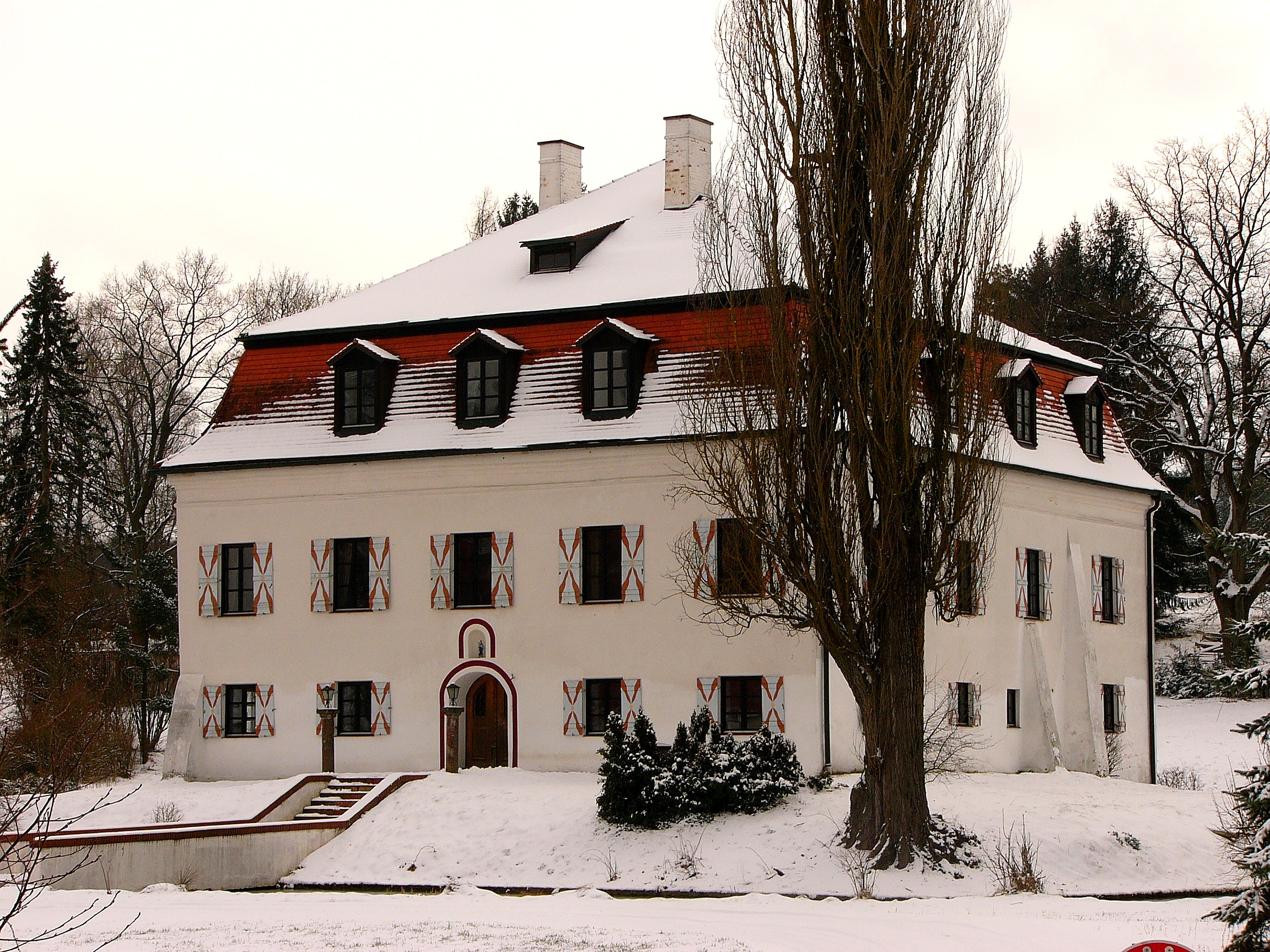
Schloss Weihenstephan (2013)

Das Schloss Weihenstephan ist ein Wasserschloss in Weihenstephan, einem Gemeindeteil von Hohenthann, und liegt etwa elf Kilometer nördlich von Landshut. Es ist unter der Aktennummer D-2-74-141-42 ein denkmalgeschütztes Baudenkmal. Die Anlage aus dem 17. Jahrhundert wird ferner als Bodendenkmal unter der Aktennummer D-2-7338-0197 mit der Beschreibung „untertägige mittelalterliche und frühneuzeitliche Befunde im Bereich des Schlosses von Weihenstephan mit ehem. Nebengebäuden und Gartenanlagen, darunter die Spuren von Vorgängerbauten bzw. älterer Bauphasen und abgebrochener Gebäudeteile“ geführt.
Es besteht keine Verbindung zum Kloster Weihenstephan in Freising.
Das Schloss und die umliegenden Wirtschaftsgebäude befinden sich heute im Besitz der Grafen Deroy von Fürstenberg.

## Geschichte

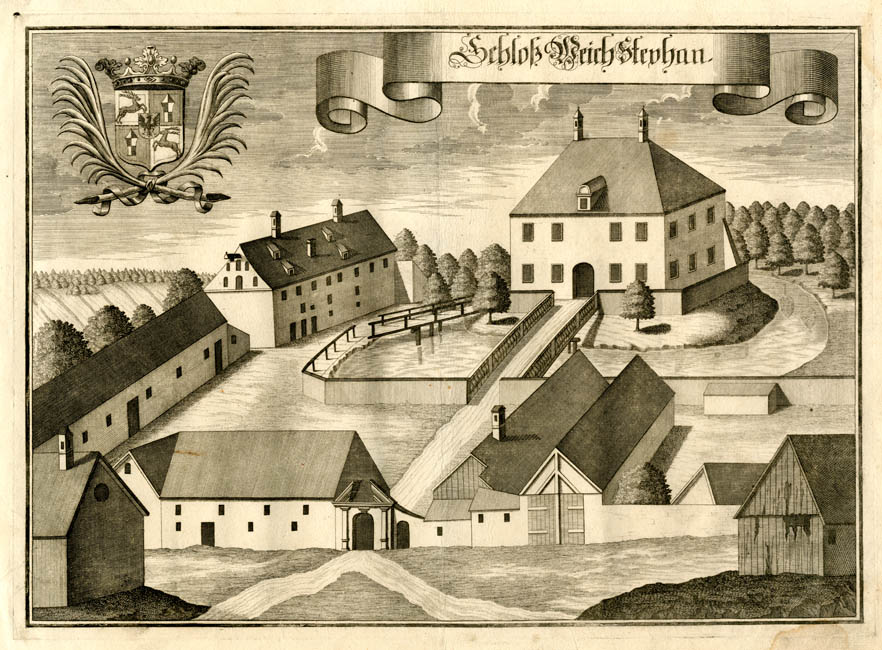
Schloss Weihenstephan auf einem Kupferstich von Michael Wening um 1700

Das Schloss Weihenstephan wurde 1229 erstmals urkundlich erwähnt. Es bildete lange Zeit eine Hofmark. Die heutige Anlage wurde im 17. Jahrhundert von Georg Carl Freiherr von Etzdorf auf Weihenstephan und Stamsried († 1712) an der Stelle eines Vorgängerbaus errichtet. Das Wohngebäude entstand im 18. Jahrhundert.
1837 kaufte Graf Philipp Aloys Erasmus von Deroy das Schloß Weihenstephan mit Deutenkofen und zwei Brauereien von den Freiherren von Etzdorf. Durch die Heirat der Erbin Odette Gräfin Deroy mit Friedrich Freiherr von Fürstenberg wurde deren Sohn, Joseph Erwein (1908–1977), im Jahr 1914 zum Grafen von Deroy, Freiherrn von Fürstenberg, erhoben und erbte Weihenstephan.
Im August 2006 brannten Wirtschaftsgebäude des Schlosses, die in der Folge zum Teil abgerissen werden mussten. Der Schaden wurde wahrscheinlich von einem Defekt in einer elektrischen Anlage verursacht und belief sich auf etwa eine Million Euro.
Am 3. Januar 2007 wurde in einem Brunnen auf dem Schlossgelände der 14-jährige Felix von Quistorp, der Enkel des Schlossherren, tot aufgefunden. Er war wohl wenige Tage zuvor aus geringer Höhe hineingestürzt. Über den Unfall berichteten seinerzeit zahlreiche, auch überregionale Medien.

## Beschreibung
Bei Schloss Weihenstephan handelt es sich um eine Barockanlage mit rundum laufendem Wassergraben aus dem 17. Jahrhundert, welche im 18. Jahrhundert und eventuell auch später noch verändert wurde. Das Wohngebäude ist ein zweigeschossiger Mansardwalmdachbau mit aufwändig gestalteten Fensterläden. Die umliegenden Wirtschaftsgebäude aus dem 17. und 18. Jahrhundert gliedern sich im Wesentlichen in einen Nord- und Ostflügel. Im Nordflügel befindet sich eine Durchfahrt, die in einer Flucht mit dem Portal des Wohngebäudes liegt. Etwas östlich des Schlosses, an der alten Straße Richtung Landshut, befinden sich zwei massive Torpavillons, ebenfalls mit Mansardwalmdach ausgeführt, die 1950 erbaut wurden.

## Ehemalige Schlosskapelle St. Sebastian

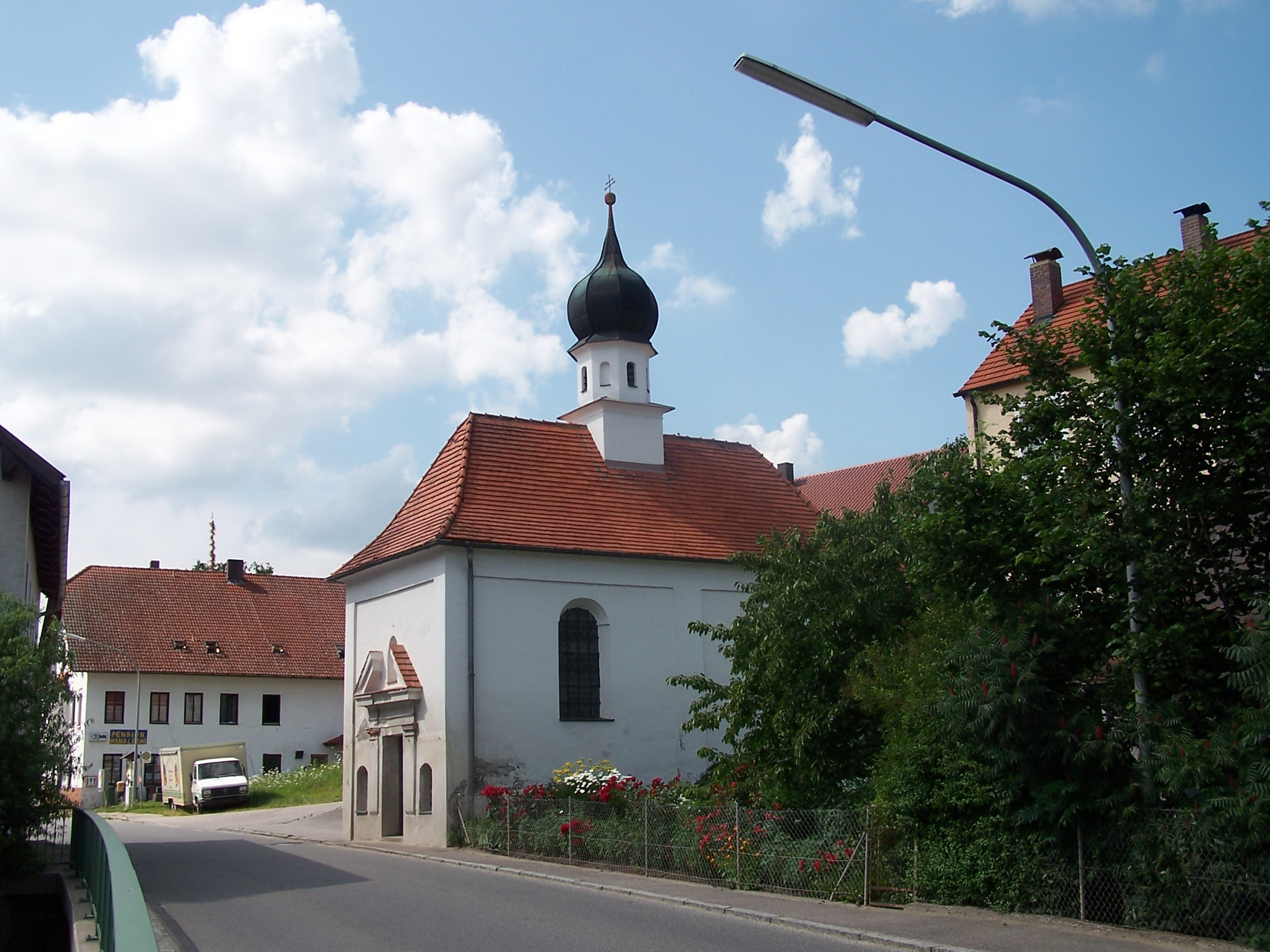
Ehem. Schlosskapelle St. Sebastian

Auf der gegenüberliegenden Straßenseite, also nördlich des Schlosses, befindet sich die barocke Schlosskapelle, die dem heiligen Sebastian geweiht ist. Sie wurde Mitte des 17. Jahrhunderts erbaut. Baureparaturen wurden bereits 1682 und 1693 vorgenommen. Außerdem wurden Renovierungen 1724 und 1730 vom ortsansässigen Maurermeister Ruprecht Ruelandt, 1741 vom Schmatzhausener Maurer Georg Gandtdorfer und 1760 vom Landshuter Stadtmaurermeister Joseph Reismann ausgeführt.
Die kleine, nach Norden ausgerichtete Saalkirche über rechteckigem Grundriss wird außen durch Lisenen gegliedert. Das Portal auf der Südseite (Straßenseite) ist durch flankierende Pilaster ausgezeichnet. Mittig auf dem Walmdach befindet sich ein Dachreiter mit Zwiebelkuppel. Der Innenraum wird von einer Flachdecke überspannt und ebenfalls durch Pilaster gegliedert.
Die Kapelle dient heute ausschließlich als Leichenhaus; der zugehörige Friedhof erstreckt sich rund um die nahegelegene Filialkirche St. Stephan.